# Jeanne Calment
Jeanne Louise Calment (IPA: /ʒan lwiz kalˈmɑ̃/), född Calment 21 februari 1875 i Arles i Frankrike, död 4 augusti 1997, var en fransk kvinna som blev 122 år och 164 dagar (totalt 44 725 dagar) gammal och är världens verifierat äldsta människa i världshistorien. Hon stod med i Guinness Rekordbok för första gången 1988 då hon blev världens äldsta levande människa sedan amerikanskan Florence Knapp avled den 11 januari 114 år och 93 dagar gammal och blev världens dokumenterat äldsta människa någonsin den 12 maj 1990 (80 dagar efter att hon fyllt 115) då hon slog tysk-amerikanskan Augusta Holtz tidigare åldersrekord 115 år och 79 dagar, och på sin 120:e födelsedag den 21 februari 1995 även den första och hittills enda människan som levt till över 120 års ålder (om man bortser från japanen Shigechiyo Izumi, vars ålder inte var verifierad). Hennes livslängd har grundligt dokumenterats av vetenskapliga studier med fler framlagda dokument för att bekräfta hennes ålder än för något annat fall.

## Biografi
Jeanne Calment levde hela sitt liv i Arles i Frankrike och överlevde både sin dotter och sitt enda barnbarn. Eftersom hennes man var en rik affärsinnehavare levde hon ett bekvämt liv och odlade hobbyer som tennis, cykling, simning, rullskridskoåkning, piano och opera. Hennes dotter Yvonne, född 1898, dog 1934 och hennes man dog 1942.
År 1965, vid 90 års ålder och utan arvingar, skrev Calment ett kontrakt att sälja sin lägenhet till advokaten André-François Raffray. Denne var då 47 år gammal och accepterade att betala henne en summa av 2 500 franc i månaden så länge hon levde, ett vanligt arrangemang i Frankrike som ibland kallas omvänt hypotek. Efter att Raffray dog av cancer vid 77 års ålder 1995, fick hans änka fortsätta betala tills Calment dog 1997. Till slut hade familjen Raffray betalat motsvarande mer än 1,3 miljoner kronor, vilket var mer än dubbelt mot vad lägenheten var värd.
Calment blev välkänd från 113 års ålder, när hundraårsjubileet av Vincent van Goghs besök i Arles lockade ett flertal journalister till staden, eftersom hon var den sista levande person som mött konstnären. Calment erkändes som världens äldsta människa någonsin den 17 oktober 1995 då hon 120 år och 238 dagar gammal slog japanen Shigechiyo Izumis tidigare åldersrekord 120 år och 237 dagar (en ålder som dock ifrågasatts då Izumi antagits ha blivit 105 år och inte 120 som han påstått).

## Ifrågasatt ålder
I november 2018  ifrågasattes Jeanne Calments påstådda ålder av 122 år och 164 dagar. Enligt en teori som lades fram av ryssarna Valerij Novoselov och Nikolaj Zak skulle Jeanne Calment ha avlidit av lunginflammation 58 år gammal 1934. Därefter ska dottern Yvonne ha antagit sin mors identitet för att kringgå arvsskatt. Om detta skulle vara korrekt, innebär det att det var Yvonne Calment, född 19 januari 1898, som avled den 4 augusti 1997.
Denna teori har fått kritik, bland annat av den franska åldringsforskaren Jean-Marie Robine, som menar att hela staden Arles hade behövt vara delaktig i konspirationen. En artikel i The Washington Post beskriver det hela som en konspirationsteori.